# Davit Bičinašvili
Davit Bičinašvili (* 3. února 1975, Tbilisi) je bývalý původem gruzínský zápasník–volnostylař, který mezi lety 1995 až 2002 reprezentoval Ukrajinu a od roku 2003 reprezentoval Německo.

## Sportovní kariéra
Zápasení se věnoval od 11 let v Tbilisi. V době hluboké ekonomické krize v Gruzii v polovině devadesátých let dvacátého století odešel za lepšími podmínkami na Ukrajinu. Tu reprezentoval od roku 1995 ve váze do 85 (82) kg. Připravoval se v Sumách pod vedením Jurije Holuba. V roce 1996 se do ukrajinské nominace na olympijské hry v Atlantě nevešel na úkor Serhije Hubryňuka.
Od roku 1997 bojoval o postavení ukrajinské reprezentační jedničky s Eldarem Asanovem. V roce 2000 uspěl v ukrajinské nominaci na olympijské hry v Sydney, kde nepostoupil ze základní skupiny před reprezentanta Makedonie Magomeda Ibragimova. Od konce 90. let jezdil pravidelně na ligové soutěže do Německa, kde se nakonec usadil ve městě Schifferstadt a v roce 2003 obdržel občanství. V roce 2004 se kvalifikoval na olympijské hry v Athénách, kde nepostoupil ze základní skupiny přes Kubánce Yoela Romera.
V roce 2008 startoval na svých třetích olympijských hrách v Pekingu ve výborné formě. V úvodním kole prohrál těsně 1:2 na sety s pozdějším vítězem Gruzíncem Revazem Mindorašvilim. Přes opravy se probojoval do souboje o třetí místo proti reprezentantu Ruska Giorgi Ketojevovi. Úvodní set prohrál 0:3 na technické body, když ve druhé minutě nezachytil Ketojevův poraz s úchopem za nohu. Ve druhém setu vyrovnal na 1:1, když se mu podařil hod za 2 technické body. Ve třetím setu se ujal přítrhem vedení 2:0, ale Ketojev vzápětí maďarem vyrovnal na 2:2. Protože soupeř bodoval poslední, prohrál Bičinašvili 1:2 na sety a obsadil konečné 5. místo.
Od roku 2009 se nový německý reprezentační trenér Alexander Leipold snažil dávat příležitost i mladším zápasníkům, ale Gabriel Stark ani Peter Weisenberger Bičinašviliho úrovně nedosáhli. V roce 2012 Německo nemělo ve váze do 84 kg na olympijských hrách v Londýně zastoupení. S reprezentací se rozloučil v roce 2013. Žije v Německu a věnuje se trenérské práci.

## Výsledky
| Turnaj             | Gruzie | Gruzie | Ukrajina | Ukrajina | Ukrajina | Ukrajina | Ukrajina | Ukrajina | Ukrajina | Ukrajina | Německo | Německo | Německo | Německo | Německo | Německo | Německo | Německo | Německo |
| Turnaj             | 1993   | 1994   | 1995     | 1996     | 1997     | 1998     | 1999     | 2000     | 2001     | 2002     | 2003    | 2004    | 2005    | 2006    | 2007    | 2008    | 2009    | 2010    | 2011    |
| Turnaj             | 18     | 19     | 20       | 21       | 22       | 23       | 24       | 25       | 26       | 27       | 28      | 29      | 30      | 31      | 32      | 33      | 34      | 35      | 36      |
| Turnaj             | -68    | -74    | -82      | -82      | -85      | -85      | -85      | -85      | -85      | -84      | -84     | -84     | -84     | -84     | -84     | -84     | -84     | -84     | -84     |
| ------------------ | ------ | ------ | -------- | -------- | -------- | -------- | -------- | -------- | -------- | -------- | ------- | ------- | ------- | ------- | ------- | ------- | ------- | ------- | ------- |
| Olympijské hry     |        |        |          | —        |          |          |          | úč.      |          |          |         | úč.     |         |         |         | 5.      |         |         |         |
| Mistrovství světa  | —      | —      | —        |          | úč.      | —        | úč.      |          | úč.      | —        | —       |         | úč.     | úč.     | 7.      |         | úč.     | úč.     | úč.     |
| Mistrovství Evropy | —      | —      | —        | —        | 3.       | 2.       | —        | —        | 2.       | —        | —       | 6.      | 5.      | 5.      | —       | 3.      | —       | —       | úč.     |
| MS nadějí          | —      |        | 2.       |          |          |          |          |          |          |          |         |         |         |         |         |         |         |         |         |
| ME nadějí          |        | 4.     |          |          |          |          |          |          |          |          |         |         |         |         |         |         |         |         |         |
| ME juniorů         | 2.     |        |          |          |          |          |          |          |          |          |         |         |         |         |         |         |         |         |         |